# 에두아르도 갈레아노
에두아르도 우헤스 갈레아노(Eduardo Hughes Galeano, 1940년 9월 3일 ~ 2015년 4월 13일)는 우루과이의 언론인이자 작가이다.
사회주의와 민족 해방에 대한 지칠 줄 모르는 열정과 카리스마를 지니고, 광범위한 자료, 섬세한 연구를 통해 라틴아메리카 사회·정치·경제의 제반 문제를 예리하게 파헤친 작가이자 언론인으로 평가받는다.
작가 이사벨 아옌데(Isabel Allende)는 1973년 아우구스토 피노체트(Augusto Pinochet)의 군사 쿠데타 이후 칠레를 탈출한 몇 안 되는 것 가운데 하나가 갈레아노의 책이라고 말했으며, 《라틴아메리카의 절개된 혈관》을 "세밀한 디테일, 정치적 신념, 시적 감각, 그리고 좋은 스토리텔링의 혼합물"이라고 평하였다.

## 생애
1940년 9월 3일, 우루과이 몬테비데오의 중산층 가정에서 태어났다. 아버지 에두아르도 휴즈 루센(Eduardo Hughes Roosen)은 우루과이의 축산농수산부 공무원이자 페이산두 주에 목장을 운영하고 있었으며, 어머니 이름은 리시아 에스더 갈레아노 무뇨스(Licia Esther Galeano Muñoz)이다.
그는 웨일스, 이탈리아, 독일, 에스파냐 혈통을 모두 갖추고 있었다. 또한 갈레아노는 우루과이 초대 대통령 프룩투오소 리베라(Fructuoso Rivera)와는 외가로 혈연이 있었으며, 1864년 페이산두 포위 공격 당시 군사 지도자였던 레안드로 고메즈(Leandro Gómez)의 후손이기도 하였다.
에르위 학교(Erwy School)에서 2년간 중등 과정을 마친 후, 갈레아노는 열네 살까지 자동차 수리공, 외상 수금원, 간판 화가, 심부름꾼, 경리원 등 다양한 직업을 전전하다 최종적으로 《태양》(El Sol)에 정착하며 언론인으로서 경력을 시작하였다. 우루과이 사회당의 주간지 《태양》은 집필을 시작하기 전인 10대 시절 갈레아노가 그린 풍자화가 기고되었던 잡지였다. 갈레아노의 그림에 대한 열정은 그의 생애 내내 계속되었다. 그의 서명은 그의 후기 저작에서 많이 볼 수 있으며, 그의 서명에는 종종 손으로 그린 작은 돼지가 함께 있었다.

1960년대 내내 기자였던 갈레아노는 좌파 출판사들 사이에서 두각을 나타냈고, 마리오 바르가스 요사(Mario Vargas Llosa), 마리오 베네데티(Mario Benedetti), 마누엘 말도나도 데니스(Manuel Maldonado Denis), 로베르토 페르난데스 레타마르(Roberto Fernández Retamar) 등의 기고자들이 참여한 영향력 있는 주간지 《행진》(Marcha)의 편집장이 되었다. 그후 2년 동안 그는 일간지 《시대》(Epoca)를 편집하고 대학 출판부의 편집장으로 일하며 논설을 기고하며 진보적 성향을 두루 밝혔다.
1959년 갈레아노는 첫 번째 아내인 실비아 브란도(Silvia Brando)와 결혼했고, 1962년 이혼한 후 그라시엘라 베로(Graciela Berro)와 재혼했다. 갈레아노는 글을 쓸 때 외가 쪽 성을 필명에 사용하였다. 젊은 시절 태양에 잠시 기고하던 시절에는 '기우스'(Gius)라는 서명을 사용하였는데, 이는 자신의 친가 성인 '휴즈'(Hughes)의 발음을 에스파냐어로 부른 것이었다.
1971년 갈레아노는 서구에 의한 라틴아메리카 수탈의 역사를 문학적으로 고발한 《라틴아메리카의 절개된 혈관》을 출간한다. 《라틴아메리카의 절개된 혈관》은 이후 대중적인 인기를 끌며 그의 대표작 가운데 하나로 자리매김하게 되는데, 1973년 우루과이에서 군사 쿠데타가 발생하고, 극단적인 반동 정치 분위기가 일면서 갈레아노는 마르크스주의자라는 혐의로 체포되었다. 이후 아르헨티나로 망명하여 잡지 《위기》를 창간하였다. 1976년 그는 헬레나 빌라그라(Helena Villagra)와 세 번째로 결혼했다. 그러나 같은 해에 비델라 정권이 군사 쿠데타를 일으켜 집권했고, 갈레아노의 이름이 사형수 명단에 추가되었다. 그는 이번에도 에스파냐로 망명했고 바르셀로나로 망명하였으며, 라틴아메리카에서 군사 독재를 겪은 사람들의 이야기를 담은 《사랑과 전쟁의 낮과 밤》을 1978년 출간했다. 갈레아노의 저서인 《라틴아메리카의 절개된 혈관》은 우루과이뿐만 아니라 칠레와 아르헨티나에서도 우파 군사 정부에 의해 금서 처분되었다.

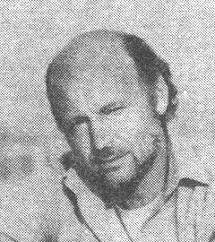
1984년의 에두아르도 갈레아노

1982년부터 갈레아노는 라틴아메리카의 역사를 서사시적으로 서술한 《불의 기억》을 집필하였다. 불의 기억은 라틴아메리카 식민지 역사에 대한 가장 강력한 역사적 고발물 가운데 하나로 평가받는다. 《불의 기억》은 1986년에 3부작으로 완결되었는데, 이보다 1년 전인 1985년 우루과이에 문민정부가 들어서면서 갈레아노도 우루과이로 귀국하였으며 고향 몬테비데오에 거주하며 집필에 매진하였다.
1999년, 라틴아메리카의 축구에 관한 독특한 해설서 《축구, 그 빛과 그림자》를 출간한다. 이 책에서 갈레아노는 1970년 월드컵 출전권을 따기 위한 경쟁으로 1969년 엘살바도르와 온두라스 경기에서 벌어진 폭동 사건을 '축구 전쟁'(Guerra del Fútbol)이라고 표현하면서 "땅과 전쟁의 주인들은 피 한 방울 흘리지 않았는데, 민중은 절망에 빠져 똑같은 불행에 대한 복수를 서로 죽이는 것으로 했다"고 썼다.
2004년 우루과이 선거에서 타바레 바스케스(Tabaré Vázquez)와 브로드 프론트 동맹(Broad Front – Progressive Encounter – New Majority)이 승리하면서 우루과이 역사상 최초의 진보 정부가 탄생했다. 갈레아노는 진보 신문에 '국민들이 공포에 반대하는 지점'(Where the People Voted Against Fear)라는 제목의 기사를 기고하였으며, 이 기사에서 새로운 정부를 지지하고 전통적인 콜로라도와 블랑코 정당에 의해 '사기당하는 것에 지친' 우루과이 국민들이 '상식'에 따라 내린 결과라고 분석하였다. 베네수엘라 카라카스에 본사를 둔 라틴아메리카 텔레비전 방송국 텔레수르(TeleSUR)가 설립되자 2005년 갈레아노는 교류가 있던 타릭 알리(Tariq Ali), 아돌포 페레즈 에스퀴벨(Adolfo Pérez Esquivel) 등 다른 사회주의 성향 지식인들과 네트워크 36인 자문 위원회(network's 36 member advisory committee)에 합류했다.
2007년 2월 10일, 갈레아노는 폐암 수술을 받았다. 2008년 11월 버락 오바마가 미국 대통령으로 당선된 후 저널리스트 에이미 굿맨과의 인터뷰에서 갈레아노는 "백악관은 버락 오바마의 집이 될 것이다. 그러나 백악관은 흑인 노예들에 의해서 건립되었고 나는 오바마 대통령이 그 사실을 잊지 않기를 바란다."라고 발언하기도 하였다. 2009년 4월 17일 트리니다드 토바고의 포트 오브 스페인에서 열린 제5차 미주기구 회원국 정상회담 개막 세션에서 베네수엘라 대통령 휴고 차베스가 이 지역을 처음으로 외교 방문 중이던 미국 대통령 버락 오바마에게 갈레아노의 저작 《라틴아메리카의 절개된 혈관》 에스파냐어 번역본을 전달하기도 했다.
2008년에는 세계사의 감춰진 이야기 577편을 모은 《거울들: 거의 모든 사람의 이야기》를 출간해 세계사에 대한 새로운 인식을 제시하며 각광을 받았다.
2009년 5월의 인터뷰에서 갈레아노는 자유와 노예 제도, 민주주의와 독재 사이의 관계를 다룬 자신의 과거와 최근 작품들에 대해 이야기하면서 "미국과 유럽은 전 세계에 독재 정치의 씨앗을 뿌려 놓고 그들 자신들은 도리어 민주주의를 운운하며 그 교사를 자처하고 있다"(not only the United States, also some European countries, have spread military dictatorships all over the world. And they feel as if they are able to teach democracy)고 꼬집기도 했다. 그는 또한 자신의 글쓰기 스타일이 어떻게 그리고 왜 바뀌었는지, 그리고 최근 인기가 상승했는지에 대해 이야기하였다.
2014년 4월 갈레아노는 브라질에서 열린 책 전시회인 II 비엔날레 브라질 두 리브로 데 레이투라(II Bienal Brasil do Livro e da Leitura)에 참석하여, 인터뷰를 통해 자신이 예전 집필했던 《라틴아메리카의 절개된 혈관》의 글쓰기 방식에 대해 이렇게 말하기도 했다.
"Time has passed, I've begun to try other things, to bring myself closer to human reality in general and to political economy specifically. 'The Open Veins' tried to be a political economy book, but I simply didn't have the necessary education. I do not regret writing it, but it is a stage that I have since passed."
시간이 흐르고 나는 인간의 현실, 특히 정치·경제에 좀 더 가까이 다가가기 위한 다른 시도를 시작했습니다. '절개된 혈관'은 정치·경제 서적이 되기 위해서 필요한 훈련이 이루어지지 못했습니다. 내가 그 책을 집필했다는 것에 대해 후회하지는 않지만, 나에게 그 책은 이미 옛저녁에 지나간 한낱 과정의 일부입니다.
브라질에서 열린 당시 책 전시회에서 갈레아노가 자신의 대표작으로 불리는 이 저작에 대해 "이 책을 다시 읽을 능력이 없을 것 같다. 전통적 좌파의 시각에서 쓰인 이 책은 너무 비관적이어서 감당하기 어렵다"면서 "결함이 많으며, 인간의 조건에 대한 내 견해가 더욱 복잡해졌다"면서 스스로 평가절하한 것은 좌파는 물론 그를 비판해온 우파 논객들도 놀라게 했다.《뉴욕 타임스》는 갈레아노의 이 발언에 대해 "축구에서부터 남미 대륙 발견 이전까지 방대한 주제를 다룬 다른 저술들이 이 책으로 인해 주목을 받지 못하는 것에 대해 유감스러워한 것으로 보인다"고 해석했다.
이 갈레아노의 인터뷰는 갈레아노의 작품에 대한 많은 비평가들에 의해 자신들이 예전 갈레아노의 작품에 대해 가했던 많은 비평들의 근거로 이용되기도 했는데, 갈레아노 자신은 이후 호르헤 마즈푸드(Jorge Majfud)와의 인터뷰에서 이렇게 말하고 있다.
"The book, written ages ago, is still alive and kicking.  I am simply honest enough to admit that at this point in my life the old writing style seems rather stodgy, and that it's hard for me to recognize myself in it since I now prefer to be increasingly brief and untrammeled. [The] voices that have been raised against me and against The Open Veins of Latin America are seriously ill with bad faith."
오래 전에 쓰여진 그 책은 여전히 생생하게 살아있고 흥미진진합니다. 솔직하게 말해, 현재의 시점에서 보아 예전의 나의 글쓰기 스타일이 다소 어색해 보이며, 갈수록 더 짧고 덤덤한 것을 선호하게 되면서 (예전의 스타일로 쓴) 그 책 안에서 '나 자신'을 인식하기가 어렵다는 것은 인정하겠습니다. 저와 '라틴아메리카의 절개된 혈관'에 대한 반대의 목소리가 제기된다는 것은 심각한 신뢰의 문제입니다.
2015년 4월 13일, 폐암이 악화되어 몬테비데오에서 타계했다. 향년 74세. 갈레아노의 유족으로는 아내와 3명의 자녀를 두었다. 앞서 두 번의 결혼은 파경을 맞았다.

## 작품
《라틴아메리카의 절개된 혈관》(Las venas abiertas de América Latina)은 에두아르도 갈레아노의 대표작 가운데 하나로 꼽히며, 피정복 민족의 관점에서 라틴아메리카의 역사를 콜럼버스 시대부터 다룬 작품이다. 70년대 이래 라틴 아메리카 전역에서 학생과 청년들 사이에서 필독서로 꼽혔으며, 2009년 베네수엘라 대통령 휴고 차베스가 버락 오바마 미국 대통령에게 선물한 이후 영어권에서도 어느 정도 인기를 끌었다. 첫 출판 후 수십 년이 지나 갈레아노는 책의 일부 집필 방식을 부인하면서도 여전히 책에 담아냈던 많은 아이디어를 지지했다.
에스파냐 망명 시절인 1982년부터 갈레아노는 라틴아메리카의 역사를 서사시적으로 서술한 《불의 기억》을 집필하였다. 《LA타임스》는 "지성과 유머와 희망으로 분노의 역사를 이야기하고 있다"고 평했다.
갈레아노는 《불의 기억》에서 라틴아메리카의 역사를 간추리면서 역사적 연대기를 생산해내기보다는 라틴 아메리카의 역사를 구성하는 개개인의 사적이고 감정이입적인 면면까지 파헤친다. 갈레아노는 북미와 중미, 남미의 역사를 사실과 허구, 신화를 뒤섞어 소개하면서 유럽화된 가치의 이상화로 인하여 격하되고 잊혀져간 토착화된 라틴아메리카의 문화유산을 복원하고자 노력했다. 그는 "나는 객관적인 작품을 쓰기를 원치 않았을 뿐더러 원할 수도 그럴 수도 없었다. 이런 역사적 서술에는 중립적인 것은 없다. 내 자신을 멀리할 수 없기에 나는 곁가지를 택한다"고 고백하고 있다. 작가는 아르날도에게 쓴 편지에서 이렇게 말한다.
“원고가 늦었다면 용서하십시오. 이 책을 쓰는 것이 내 손의 더없는 기쁨이었습니다. 지금 나는 바람의 세기에 더러움과 경이의 땅 아메리카에서 태어났다는 것에 그 어느 때보다도 커다란 긍지를 느끼고 있습니다.”

갈레아노는 또한 열렬한 축구 팬이기도 해서 《축구의 명암》(El fútbol a sol y sombra)이라는 책을 쓰기도 했다. 이 작품은 스포츠 역사의 한 장이자 갈레아노 자신의 스포츠 경험과 정치적 논제에 대한 대답이라고도 평가되며, 갈레아노가 타계한 뒤 SB네이션을 위한 회고전에서 축구 작가 안디 토마스(Andi Thomas)는 《축구의 명암》을 두고 "축구에 관한 역사상 가장 위대한 책 중 하나"라고 호평하였다.

### 작품 목록
| 발간연도  | 원제(에스파냐어)                                                 | 에스파냐 ISBN          | 에스파냐 출판사          | 한국어 번역                                                                                             |
| --------- | ---------------------------------------------------------------- | ---------------------- | ------------------------ | --- |
| 1963      | Los días siguientes                                              |                        | Alfa                     | |
| 1964      | China                                                            |                        |                          | |
| 1967      | Guatemala, país ocupado                                          |                        |                          | |
| 1967      | Reportajes                                                       |                        |                          | |
| 1967      | Los fantasmas del día del león y otros relatos                   |                        |                          | |
| 1968      | Su majestad el fútbol                                            |                        |                          | |
| 1971      | Las venas abiertas de América Latina                             | ISBN 950-895-094-3     | Siglo XXI                | 수탈된 대지 - 라틴아메리카 500년사 (1988년 초판) ISBN 5000084362                                        |
| 1971      | Siete imágenes de Bolivia                                        |                        |                          | |
| 1971      | Violencia y enajenación                                          |                        |                          | |
| 1972      | Crónicas latinoamericanas                                        |                        |                          | |
| 1973      | Vagamundo                                                        | ISBN 84-7222-307-8     |                          | |
| 1980      | La canción de nosotros                                           | ISBN 84-350-0124-5     |                          | |
| 1977      | Conversaciones con Raimón                                        | ISBN 84-7432-034-8     |                          | |
| 1978      | Días y noches de amor y de guerra                                | ISBN 84-7222-891-6     | Del Chanchito            | 사랑과 전쟁의 낮과 밤 1987, ISBN 2007898002480                                                          |
| 1980      | La piedra arde                                                   |                        |                          | |
| 1981      | Voces de nuestro tiempo                                          | ISBN 84-8360-237-7     |                          | |
| 1982–1986 | Memoria del fuego                                                | ISBN 9974-620-05-8     | Del Chanchito            | 1권: 탄생 ISBN 9788985277556. 2권: 얼굴과 가면 ISBN 9788985277563. 3권: 바람의 세기 ISBN 9788985277570. |
| 1984      | Aventuras de los jóvenes dioses                                  | ISBN 968-23-2094-1     | Siglo XXI                | |
| 1985      | Ventana sobre Sandino                                            |                        |                          | |
| 1985      | Contraseña                                                       |                        |                          | |
| 1986      | La encrucijada de la biodiversidad colombiana                    |                        |                          | |
| 1986      | El descubrimiento de América que todavía no fue y otros escritos | ISBN 84-7668-105-4     | Editorial Laia           | |
| 1988–2002 | El tigre azul y otros artículos                                  | ISBN 959-06-0211-8     | Ciencias Sociales (Cuba) | |
| 1962–1987 | Entrevistas y artículos                                          |                        | Ediciones Del Chanchito  | |
| 1989      | El libro de los abrazos                                          | ISBN 978-84-323-0690-7 | Siglo XXI                | 포옹의 책 2007, ISBN 9788957870303                                                                      |
| 1989      | Nosotros decimos no                                              | ISBN 84-323-0675-4     | Siglo XXI                | |
| 1990      | América Latina para entenderte mejor                             |                        |                          | |
| 1990      | Palabras: antología personal                                     |                        |                          | |
| 1992      | Ser como ellos y otros artículos                                 | ISBN 978-84-323-0761-4 | Siglo XXI                | |
| 1993      | Amares                                                           | ISBN 84-206-3419-0     | Alianza, España          | |
| 1993      | Las palabras andantes                                            | ISBN 9974-620-08-2     | Del Chanchito            | |
| 1994      | Úselo y tírelo                                                   | ISBN 950-742-851-8     | Editorial Planeta        | |
| 1995      | El fútbol a sol y sombra                                         | ISBN 978-84-323-1134-5 | Siglo XXI                | 축구 그 빛과 그림자 2002, ISBN 9788957870235                                                            |
| 1998      | Patas arriba: Escuela del mundo al revés                         | ISBN 9974-620-14-7     | Macchi                   | 거꾸로 된 세상의 학교 2004, ISBN 9788990828118                                                          |
| 1999      | Carta al ciudadano 6.000 millones                                | ISBN 84-406-9472-5     | Ediciones B              | |
| 2001      | Tejidos. Antología                                               | ISBN 84-8063-500-2     | Ediciones Octaedro       | |
| 2004      | Bocas del tiempo                                                 | ISBN 978-950-895-160-1 | Catálogos Editora        | 시간의 목소리 2011, ISBN 9788964371411                                                                  |
| 2006      | El viaje                                                         | ISBN 84-96592-55-3     |                          | |
| 2007      | Carta al señor futuro                                            |                        |                          | |
| 2008      | Patas Arriba: La escuela del mundo del revés                     | ISBN 950-895-050-1     | Catálogos Editora        | |
| 2008      | Espejos                                                          | ISBN 978-987-1492-00-8 | Siglo XXI                | 거울들: 거의 모든 사람의 이야기 2024, ISBN 9791189333782                                                |
| 2008      | La resurrección del Papagayo                                     | ISBN 978-84-92412-22-8 | Libros del Zorro Rojo    | |
| 2011      | Los hijos de los días                                            | ISBN 978-987-629-200-9 | Siglo XXI                | |
| 2015      | Mujeres – antología                                              | ISBN 978-84-323-1768-2 | Siglo XXI                | |
| 2016      | El cazador de historias                                          | ISBN 978-987-629-628-1 | Siglo XXI                | |
| 2017      | Cerrado por fútbol                                               |                        | Siglo XXI                | |

한국에서 《라틴아메리카의 절개된 혈관》은 1988년 범우사에서 '수탈된 대지 - 라틴아메리카 500년사'라는 제목으로 범우사상신서에 포함되어 범우사상신서40으로 처음 번역 출판된 것을 시작으로 1999년과 2009년에 같은 범우사에서 개정 출간되었으나 이후 출판사 유통이 중단되었으며, 제목은 초간 때와 바뀌지 않았다.
이보다 앞서 《사랑과 전쟁의 낮과 밤》이 1987년 한길사에서 제3세계문고2로 번역 출간되었고, 이후 절판되었다.
도서출판 예림기획에서 2002년과 2007년에 갈레아노의 《포옹의 책》과 《축구, 그 빛과 그림자》를 각각 예림신서1과 2로 출간하였다. 《포옹의 책》은 2007년에 개정판이 나왔다.